# العلاقات العراقية الإسواتينية
العلاقات العراقية الإسواتينية هي العلاقات الثنائية التي تجمع بين العراق وإسواتيني.

## مقارنة بين البلدين
هذه مقارنة عامة ومرجعية للدولتين:
| وجه المقارنة                                              | العراق                       | إسواتيني                                   |
| --------------------------------------------------------- | ---------------------------- | ------------------------------------------ |
| المساحة (كم2)                                             | 437.07 ألف                   | 17.36 ألف                                  |
| عدد السكان (نسمة)                                         | 38.27 مليون                  | 1.37 مليون                                 |
| الكثافة السكانية (ن./كم²)                                 | 87.56                        | 78.92                                      |
| العاصمة                                                   | بغداد                        | لوبامبا، مبابان                            |
| اللغة الرسمية                                             | اللغة العربية، اللغة الكردية | لغة إنجليزية، لغة سوازي                    |
| العملة                                                    | دينار عراقي                  | ليلانغيني سوازيلندي                        |
| الناتج المحلي الإجمالي (بليون دولار)                      | 197.72 مليار                 | 4.41 مليار                                 |
| الناتج المحلي الإجمالي (تعادل القوة الشرائية) بليون دولار | 560.73 مليار                 | 11.13 مليار                                |
| الناتج المحلي الإجمالي الاسمي للفرد دولار أمريكي          | 4.94 ألف                     | 3.20 ألف                                   |
| الناتج المحلي الإجمالي للفرد دولار أمريكي                 | 15.06 ألف                    | 8.29 ألف                                   |
| مؤشر التنمية البشرية                                      | 0.654                        | 0.531                                      |
| رمز المكالمات الدولي                                      | +964                         | +268                                       |
| رمز الإنترنت                                              | .iq                          | .sz                                        |
| المنطقة الزمنية                                           | ت ع م+03:00، ت ع م+04:00     | التوقيت القياسي لجنوب أفريقيا، ت ع م+02:00 |

## منظمات دولية مشتركة
يشترك البلدان في عضوية مجموعة من المنظمات الدولية، منها:
| علم المنظمة | اسم المنظمة                        | تاريخ انضمام العراق | تاريخ انضمام إسواتيني |
| ----------- | ---------------------------------- | ------------------- | --------------------- |
|             | مؤسسة التنمية الدولية              | 29 ديسمبر 1960      | 22 سبتمبر 1969        |
|             | يونسكو                             | 21 أكتوبر 1948      | 25 يناير 1978         |
|             | وكالة ضمان الاستثمار متعدد الأطراف | 6 أكتوبر 2008       | 18 أبريل 1990         |
|             | الأمم المتحدة                      | 21 ديسمبر 1945      | 24 سبتمبر 1968        |
|             | الاتحاد البريدي العالمي            | ?                   | ?                     |
|             | البنك الدولي للإنشاء والتعمير      | 27 ديسمبر 1945      | 22 سبتمبر 1969        |
|             | الاتحاد الدولي للاتصالات           | 12 نوفمبر 1928      | 11 نوفمبر 1970        |
|             | منظمة حظر الأسلحة الكيميائية       | ?                   | ?                     |
|             | مؤسسة التمويل الدولية              | 27 ديسمبر 1956      | 22 سبتمبر 1969        |
|             | منظمة الشرطة الجنائية الدولية      | ?                   | ?                     |

## وصلات خارجية
- موقع وزارة الخارجية العراقية